# Deutschvölkische Freiheitspartei

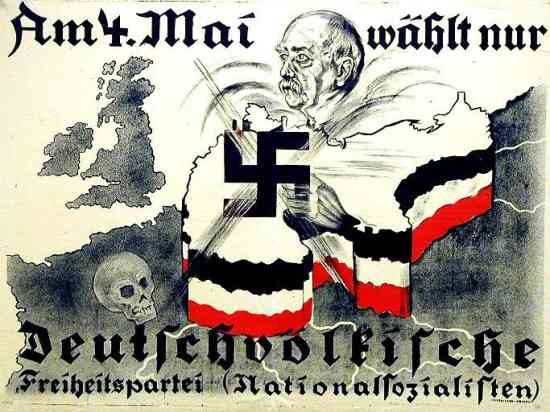
Wahlplakat der DVFP von 1924, als mit den Nationalsozialisten auf Reichsebene kooperiert wurde

Die Deutschvölkische Freiheitspartei (DVFP, zeitgenössisch auch DFP) war eine völkische Partei in der Weimarer Republik. Ihr Programm war von Antisemitismus, Antikommunismus und Nationalismus bestimmt und propagierte eine völkische Diktatur. Die DVFP hatte ihren Machtschwerpunkt in Norddeutschland und war Sammelbecken zahlreicher rechtsextremer paramilitärischer Organisationen, mit denen sie an Fememorden und Putschplänen beteiligt war. Parteiführer war Albrecht von Graefe, Verbündeter Ludendorffs und zeitweise Hitlers.
Die DVFP entstand im Dezember 1922 als Abspaltung der Deutschnationalen Volkspartei (DNVP). Nach dem Hitlerputsch, an dem führende Persönlichkeiten der DVFP teilnahmen, wurde die Partei 1923 vorübergehend verboten. 1924 ging die DVFP eine Listenvereinigung mit Ersatzorganisationen der zu dieser Zeit verbotenen NSDAP ein, die Anfang 1925 zerbrach. Im Konkurrenzkampf mit der NSDAP war die aus ihr noch 1925 hervorgehende Deutschvölkische Freiheitsbewegung (DVFB) bald unterlegen und versank spätestens 1928 in der Bedeutungslosigkeit.

## Programm
Die DVFP verortete sich mit der NSDAP in der extremen Rechten des Weimarer Parteienspektrums: Die Republik sollte zugunsten einer „völkischen Diktatur“ gestürzt, der Reichstag sollte durch ein ständisches Berufsparlament ersetzt werden. Sozialistische Versuche sollten durch Ausnahmegerichte unterbunden und der Versailler Vertrag annulliert werden. Sie setzte sich für die Idee eines „Großdeutschlands“ ein. Dabei suchte die Partei eine Wiederherstellung der Dominanz des adeligen Konservativismus der Vorkriegszeit – was sie von der NSDAP unterschied.

Der Antisemitismus war zentraler Bestandteil der DVFP-Ideologie. Er zeigte sich im Programm an vielen verschiedenen Stellen: Juden sollten enteignet und ihre Emanzipation rückgängig gemacht werden. Bereits in ihrem ersten Aufruf hieß es: 

„Unser Kampf gilt: der Herrschaft des Judentums, dem jüdischen Parlamentarismus und seiner Futterkrippenwirtschaft, dem jüdischen Marxismus und dem mit ihm verbündeten Ultramontanismus, der Erfüllungspolitik, die die Vernichtung Deutschlands bedeutet, dem Mammonismus, der Versumpfung des Staates durch den Schieberkapitalismus und der Verbindung von Geschäft, Politik und Staatsstellungen.“

1923 formulierte Reinhold Wulle das Zehn-Punkte-Programm der Partei, das unter anderem verlangte, die Juden unter Minderheitsschutz zu stellen, wie er in Art. 113 der Weimarer Verfassung vorgesehen war. Gleichzeitig sollten sie „aus der Verwaltung, der Schule, der Justiz und allen sonstigen öffentlichen Ämtern des völkischen Staates“ ausgeschlossen werden.
Im Gegensatz zur DNVP, von der sie sich abgespalten hatte, gab sich die DVFP einen sogenannten „Arierparagrafen“. Mit diesen Bestimmungen und den Forderungen nach Regulierung spekulativen Kapitals, welches weitgehend mit jüdischen Interessen gleichgesetzt wurde, und nach Bevorzugung mittelständischer Unternehmen gegenüber Konzernen, stellte sich die Partei in die Tradition der Antisemitenparteien der Kaiserzeit.
Im Gegensatz zur Anfangszeit der NSDAP setzte die DVFP, die aus der eher konservativ geprägten DNVP hervorgegangen war, trotz der Ablehnung des Parlamentarismus zunächst auf Wahlen, beteiligte sich im Verlauf aber auch an Putschversuchen.

## Geschichte

### 1918–1922: Vorläufer
Nach der Novemberrevolution schlossen sich völkische Gruppierungen der nationalkonservativen DNVP an. Spannungen innerhalb der DNVP zeigten sich im März 1920 beim Kapp-Putsch, der teils unterstützt, mehrheitlich jedoch als aussichtslos abgelehnt wurde. Nach dem gescheiterten Putsch traten Völkische als Vertreter einer radikalen Richtung in der DNVP hervor, die die Weimarer Republik vehement ablehnte und im Gegensatz zum gemäßigten Kurs des Vorsitzenden Oskar Hergt stand.
Nach dem Mord an dem damaligen Reichsaußenminister Walther Rathenau im Juni 1922 kam es in der DNVP zu heftigen Auseinandersetzungen, in deren Folge der Abgeordnete Wilhelm Henning aus der Fraktion, nicht aber der Partei ausgeschlossen wurde. Henning hatte Rathenau kurz vor seiner Ermordung in scharfer, antisemitischer Weise angegriffen und gemeint, dass dieser „vom deutschen Volk zu Rechenschaft gezogen“ werde. Zwei führende völkische DNVP-Abgeordnete, Albrecht von Graefe und Reinhold Wulle, solidarisierten sich mit Henning und verließen mit diesem die Fraktion.
Zusätzlich gründeten Graefe, Henning und Wulle die Völkische Arbeitsgemeinschaft als DNVP-internes Sammelbecken der völkischen Bewegung. Die Parteileitung stufte diese Organisation als unvereinbar mit der DNVP ein, woraufhin Graefe wenig diplomatisch vorschlug, die Arbeitsgemeinschaft als eine außerhalb der Partei bestehende Organisation zu führen. Als die Parteileitung darauf nicht einging und das Ende der Arbeitsgemeinschaft forderte, meinte Graefe darin die Macht des „Alljudas“ zu erkennen, der einen „Spaltbazillus“ in die „nationale Entwicklung“ hineintrage. Nach dieser Eskalation sollte Graefes Freund Kuno von Westarp, der gut mit der Parteileitung verbunden war, zwischen dieser und dem völkischen Flügel vermitteln. Die Vermittlung scheiterte jedoch, sodass Graefe, Henning und Wulle im Oktober 1922 beim Parteitag in Görlitz ausgeschlossen wurden. Damit war die Abspaltung der Völkischen besiegelt.

### 1922: Gründung der DVFP
Am 16. Dezember 1922 gründeten die drei aus der DNVP ausgeschlossenen Abgeordneten die Deutschvölkische Freiheitspartei (DVFP). Graefe wurde zum Führer dieser Partei gewählt und blieb es, bis ihn 1928 sein bisheriger Stellvertreter Wulle ablöste. Weiterhin gehörte Ernst zu Reventlow, der in seiner Zeitschrift Reichswart Programmfragen bearbeitete, zu den führenden DVFP-Politikern. Der Vorsitzende der Alldeutschen, Heinrich Claß, hatte die ihm angebotene Parteiführung abgelehnt. Graefe und Wulle hatten sich 1920 öffentlich mit ihm zerstritten. Graefe hatte ihm Freimaurerei vorgeworfen und gemeint, der selbst antisemitische Alldeutsche Verband stehe unter „zionistischer“ Kontrolle.
Ein Tag nach der Gründung veröffentlichte die Partei einen Aufruf, in dem die parlamentarische Demokratie mit der Herrschaft des Geldes und der Juden gleichgesetzt wurde. Der Reichstag sollte durch ein ständisches Berufsparlament ersetzt werden, die Exekutive einem „völkischen Diktator“ überlassen werden. Neue Gesetze sollten zudem die Emanzipation der Juden rückgängig machen und ihre Enteignung legalisieren. Mittelständische Unternehmen sollte gegenüber Konzernen bevorzugt werden, spekulatives Kapital durch eine neue Börsengesetzgebung reguliert werden. Mit diesem Programm stellte sich die Partei in die Tradition der Antisemitenparteien der Kaiserzeit.

#### Rechtsradikales Sammelbecken & militaristische Tarnorganisation
Die DVFP war als Sammelorganisation rechtsradikaler, teils militanter Organisationen angelegt, die neben individuellen Mitgliedern auch ganze Verbände aufnehmen sollte, um eine möglichst breite Zusammenfassung aller völkischen Gruppen zu erreichen. Damit war sie in ihrer Anlage der Völkischen Arbeitsgemeinschaft verwandt, war im Gegensatz zu dieser aber eine Partei.
Rund zwei Drittel des DNVP-Landesverbandes Mecklenburg-Schwerin schlossen sich der DVFP sofort nach der Gründung an. Prominente Antisemiten wie Theodor Fritsch und Artur Dinter unterstützten die neue Partei, jedoch verblieb ein Teil der Völkischen und Antisemiten in der DNVP. Nachdem die Großdeutsche Arbeiterpartei, eine norddeutsche Ersatzorganisation der NSDAP, verboten worden war, trat sie im Januar 1923 unter Führung des einflussreichen Freikorpsführers Gerhard Roßbach geschlossen der DVFP bei. Zu den Freikorps-Truppen, die Roßbach einbrachte, kamen weitere Beitritte verschiedener paramilitärischer Organisationen: So entstammten zahlreiche neue Parteimitglieder dem 1922 verbotenen Deutschvölkischen Schutz- und Trutzbund. Außerdem gab es personelle Überschneidungen mit der Schwarzen Reichswehr. Die DVFP beauftragte Roßbach, der auch der Parteileitung angehörte, mit der Organisation einer eigenen Wehrorganisation, den Völkischen Turnerschaften. Zudem baute sie einen „militärischen Apparat“ auf, der als Saalschutzorganisation getarnt wurde. Nach Gumbel, einem zeitgenössischen Kenner der völkischen Ultrarechten, hatte die Partei zur Zeit ihres Verbots bereits 165 Hundertschaften alleine in Norddeutschland aufgestellt, diese militärisch trainiert, Codes für den Fall eines Putsches definiert und einen detaillierten Aufmarschplan entworfen.
So entwickelte sich die DVFP schnell zu einer Dachorganisation antirepublikanischer, militanter Kräfte. Ihr unterstanden dabei so viele Truppen, dass Generaloberst von Seeckt, der damalige Chef der Heeresleitung der Reichswehr, im Februar 1923 in einem Brief erwähnte, er habe für den Fall eines bewaffneten Konflikts um die französische Ruhrbesetzung mit Graefe, Hitler und Ludendorff Gespräche geführt, um zu klären, ob ihre jeweiligen Truppen sich im Ernstfall der Heeresleitung unterordnen würden.
Die DVFP war nun zu einer Mischung aus eigenständiger rechtsextremer Partei, NSDAP-Tarnorganisation und Dachorganisation für verschiedene militante und völkische Gruppierungen geworden und war als solche – und mit ihr Graefe und Wulle – in Putschversuche und Fememorde verstrickt. Über die genaue Zusammensetzung der DVFP-Mitgliedschaft ist dabei wenig bekannt, überproportional vertreten waren jedoch ehemalige Soldaten, vor allem Offiziere und Freikorps-Mitglieder, Grundbesitzer, Beamte, akademische Berufe sowie Unternehmer, Handwerker und Geschäftsleute.

#### Gebietsaufteilung mit NSDAP & Putschpläne
Im März 1923 wurden in Verhandlungen zwischen der DVFP und der NSDAP Aktionsgebiete abgegrenzt: Die NSDAP beschränkte sich auf Süddeutschland, die DVFP auf Nord- und Mitteldeutschland, Gebiete, in denen die NSDAP zum Teil verboten war. Während der Besetzung des Ruhrgebiets unterstützte die DVFP den passiven Widerstand und lehnte Verhandlungen mit Frankreich und Belgien ab. Nach der Hinrichtung des Freikorps-Mitglieds Albert Leo Schlageter und der sogenannten Schlageterrede Karl Radeks kam es zu einer vorübergehenden Kooperation von Deutschvölkischen und Kommunisten: Dabei veröffentlichte Reventlow einen Artikel in der Roten Fahne. Zudem traten hochrangige kommunistische Funktionäre auf völkischen Veranstaltungen als Redner auf. Der Abbruch des Ruhrkampfs im September 1923 wurde von der DVFP als Verrat gesehen und gab bereits bestehenden Plänen zur Errichtung einer Diktatur Auftrieb.
Im Zuge eines Gerichtsverfahrens zum Fememord an einem DVFP-Mitglied wurde die Parteiführung der DVFP 1925 schwer belastet: Der ebenfalls der DVFP angehörende Täter sagte aus, den Mord auf Wunsch oder im Auftrag von Reinhold Wulle, Wilhelm Kube und Georg Ahlemann begangen zu haben. Ziel sei es gewesen, den Verrat eines Staatsstreiches, den die DVFP gemeinsam mit der NSDAP in Bayern sowie der Schwarzen Reichswehr geplant hatte, zu verhindern. In Aussagen vor einem Untersuchungsausschuss des Preußischen Landtages 1925 und 1926 bestritten führende DVFP-Politiker derartige Pläne. Zeugenaussagen in den Fememordprozessen sowie vor parlamentarischen Untersuchungsausschüssen enthalten zahlreiche Hinweise auf Verbindungen zwischen der DVFP und der Schwarzen Reichswehr. Nach heutigem Forschungsstand gelten gemeinsame Putschpläne von Schwarzer Reichswehr, DVFP und NSDAP als wahrscheinlich. Die geplante Errichtung einer rechtsgerichteten Militärdiktatur scheiterte, als im September 1923 der Ausnahmezustand ausgerufen wurde und die exekutive Gewalt von der Reichswehr übernommen wurde.

### 1923: Verbot der DVFP
Im Freistaat Preußen wurde die DVFP am 23. März 1923 von Innenminister Carl Severing verboten. Auch der Reichskommissar für die Überwachung der öffentlichen Ordnung kam zu dem Ergebnis, dass innerhalb der DVFP Gruppen bestanden, die nach dem Vorbild der italienischen Faschisten eine Soldatenpartei bilden wollten. Die Verbotsverfügung wurde mit dem Charakter der DVFP als Ersatzorganisation der verbotenen NSDAP begründet. Ziel der Partei sei die gewaltsame Beseitigung des Parlamentarismus. In den Tagen vor dem Parteiverbot hatte die Polizei das Parteibüro sowie Wohnungen führender Parteimitglieder durchsucht. Dabei sichergestellte Unterlagen belegten Verbindungen zu paramilitärischen Gruppierungen, die von Roßbach geleitet wurden.
Während des Parteiverbots wurde die DVFP von den Reichstagsabgeordneten Graefe, Wulle und Henning repräsentiert; die Parteiaktivitäten setzten sich in der Illegalität fort. Als Ersatzorganisationen dienten dabei der Deutsche Herold, ein Verein und Verlag um Wulle: Völkische Kampfgewerkschaften als Nachfolgerinnen der Turnerschaften sowie deutschvölkische Wahlvereine, die an die Stelle von Ortsverbänden traten. Nach dem Verbot in Preußen wurde die DVFP auch in Thüringen, Sachsen und Baden verboten.
Im November 1923, nur einen Monat nach dem Verbot der Partei in Preußen, signalisierten Albrecht von Graefe-Goldebee und andere führende Persönlichkeiten der DVFP wie Roßbach ihre ideologische Nähe zum Nationalsozialismus und zeigten ihr Bestreben, den demokratischen Staat zu stürzen, indem sie am Hitler-Ludendorff-Putsch teilnahmen. Laut einem Freikorps-Mitglied gab es in der DVFP dabei die Putschparole „Für Graefe-Hitler-Ludendorff“.
Nach dem Putschversuch wurde die DVFP am 20. November 1923 durch General Hans von Seeckt reichsweit verboten.

### 1924: Verbotsaufhebung, Wahlbündnis & Bruch mit der NSDAP
Ende Februar 1924 wurden die Verbote der DVFP im Reich und in Preußen aufgehoben. Zur Reichstagswahl im Mai 1924 trat die DVFP in einer Listenvereinigung mit Ersatzorganisationen der weiterhin verbotenen NSDAP um Alfred Rosenberg und Gregor Strasser unter verschiedenen Bezeichnungen (u. a. als Völkisch-sozialer Block) an. Dieses Bündnis erreichte bei zeitgleich stattfindenden Landtagswahlen starke Ergebnisse (Mecklenburg-Schwerin 19,3 %, in Bayern zog es mit der SPD fast gleich (17,1 %)). Bei den Reichstagswahlen erreichte das Bündnis 6,5 % und damit 32 Mandate.
Die Fraktion nannte sich auf Vorschlag Ludendorffs Nationalsozialistische Freiheitspartei, ein Zugeständnis an die Nationalsozialisten, obwohl diese nur zehn von den 32 Abgeordneten stellten. Ludendorff ernannte Albrecht von Graefe „als seinen Vertrauensmann“ zum Fraktionsführer. Als Ludendorff im Mai 1924 den Zusammenschluss der Parteien, die die NSFP bildeten, zur Nationalsozialistischen verkündete, sagten sich die norddeutschen Nationalsozialisten los.
Führungspersonen der NSDAP warfen Graefe in dieser Zeit in Briefen vor, vielfach versucht zu haben, die NSDAP bei der Aufteilung der Wahlkreise zu benachteiligen. Ferner hätte er irreführend behauptet, dass NSDAP-Verbände sich der DVFP anschließen sollten und die NSDAP-Mitglieder sich auf Befehl Ludendorffs ihm zu unterstellen hätten.
In kurzer Zeit verließen nun immer mehr Nationalsozialisten die NSFP. Rosenberg warf der DVFP vor, nur eine kleine Oberschicht zu repräsentieren.
Im Oktober schlossen sich DVFP und Teile der NSDAP unter der Führung von Erich Ludendorff, Graefe und Gregor Strasser zwar noch einmal unter dem Namen Nationalsozialistische Freiheitsbewegung (NSFB) zusammen. Hitler, der seit seinem Putschversuch in Haft war, lehnte die Verbindung aber ab, und bei der Reichstagswahl im Dezember 1924 kam dieses Bündnis nur auf 3,0 % der Stimmen und 14 Mandate, sodass im Februar 1925 die „Reichsführerschaft“ – und mit ihr Graefe – zurücktrat.

### 1925: Gründung der Deutschvölkischen Freiheitsbewegung (DVFB)
Nur zwei Tage später unterzeichnete eben diese ehemalige „Reichsführerschaft“ einen Aufruf zur Gründung der Deutschvölkischen Freiheitsbewegung (DVFB). Der Gründungsaufruf wandte sich gegen das „Weltjudentum“ und seine angeblichen Hilfstruppen sowie gegen den Ultramontanismus. Als Ziel der DVFB wurde die Bildung eines freien, sozialen Großdeutschlands unter Führung Preußens genannt. Der Aufruf würdigte Hitler als einen der besten Vorkämpfer und bedauerte, dass er derzeit einen Sonderweg beschreite.
Die DVFB konstituierte sich am 25. Februar 1925 in Berlin und gab sich eine Reichsleitung, in der neben anderen völkischen Reichstagsabgeordneten wie Wulle, Henning und Reventlow auch wieder Graefe saß. Bis Ende 1925 traten der neuen Partei nach und nach alle größeren völkischen Verbände mit Ausnahme der NSDAP bei, sodass die DVFB Ende 1925 mit 27.500 Mitgliedern wieder fast bei der Stärke der DVFP 1922 lag.

#### 1924–1927: Konkurrenzkampf mit der NSDAP – Bruch mit Reventlow
Hitler versuchte unterdessen nach seiner Haftentlassung im Dezember 1924 in Verhandlungen mit dem bayerischen Ministerpräsidenten Heinrich Held eine Wiederzulassung der NSDAP zu erreichen. Dabei versprach Hitler, sich auf den Kampf gegen den Marxismus zu konzentrieren. Die Neugründung der NSDAP erfolgte am 27. Februar 1925.
Im Konkurrenzkampf beider Parteien war die DVFB anfänglich im Vorteil, da sie über mehr Mitglieder, mehr Abgeordnete und mit Graefe über einen unbestrittenen Führer verfügte. Allerdings erwies sich die NSDAP als effektiver, insbesondere nachdem sie bei der Bamberger Führertagung im Februar 1926 ihre parteiinternen Differenzen beilegen konnte. Die DVFB behielt den Charakter einer Honoratiorenpartei des 19. Jahrhunderts bei und wurde eine straff organisierte Führerpartei, die kein Interesse an einer partnerschaftlichen Zusammenarbeit hatte. Im Reichstag bildeten DVFB, NSDAP und ein vormaliger DNVP-Abgeordneter ab Juni 1925 die Fraktion Völkische Arbeitsgemeinschaft. Die als „Vernunftehe“ angesehene Zusammenarbeit endete im März 1927, als die NSDAP-Mitglieder die Fraktion verließen.
Bis September 1925 entwickelte sich die DVFB langsam, aber stetig. Der Schwerpunkt der Partei lag weiterhin in Norddeutschland; die NSFB-Landesverbände in Pommern, Hamburg, Rheinland-Nord und Schleswig-Holstein schlossen sich der DVFB an. In Süddeutschland bestanden nur einzelne Ortsgruppen, so in Nürnberg und Frankfurt am Main. Versuche der DVFB, auch in Süd- und Westdeutschland Fuß zu fassen, führten ab September 1925 zu Auseinandersetzungen mit Nationalsozialisten, die unter Billigung Hitlers Veranstaltungen der Deutschvölkischen störten und sprengten.
Im Kampf gegen die Verträge von Locarno bildete die DVFB im November 1925 eine Arbeitsgemeinschaft mit der NSFB Württemberg um Christian Mergenthaler und dem National-Sozialen Volksbund um Anton Drexler, der im Dezember auch die Deutschsoziale Partei um Richard Kunze beitrat. Ab Januar 1926 firmierte der Zusammenschluss als Völkisch-soziale Arbeitsgemeinschaft.
Bei der Landtagswahl in Mecklenburg-Schwerin im Juni 1926 verlor die DVFB mehr als die Hälfte der Stimmen von 1924, was zu einer Krise in der Partei führte, in deren Folge führende Politiker und knapp die Hälfte der Mitglieder die Partei verließen und meist zur NSDAP wechselten. Angesichts der Wahlniederlage forderte ein sozialrevolutionärer Flügel um Reventlow ein sozialpolitisches Programm der DVFB, das auf die Interessen der Arbeiterschaft zugeschnitten sein sollte. So sollten Arbeitnehmer am Unternehmensgewinn beteiligt werden und ihnen die Hälfte der Aufsichtsratsmandate zustehen.
Mit diesen sozialrevolutionären Forderungen konnte sich Reventlow nicht gegen den konservativen Parteiflügel durchsetzen und verließ im Februar 1927 zusammen mit Theodor Fritsch und dem Reichstagsabgeordneten Franz Stöhr die Partei. Im gleichen Monat wurde Wilhelm Kube ausgeschlossen. Reventlow meinte, dass sein „sozialrevolutionäres Bestreben innerhalb der DVFP ohne jede Aussicht auf Erfolg“ sei, da dort der alte Standesdünkel vorherrsche. Der DVFP warf er weiter vor, eine „konservative großgrundbesitzerliche“ Richtung zu vertreten.
Als Folge von Reventlows Austritt nahm die DVFB einen ausgeprägt konservativen und monarchistischen Charakter an und brach endgültig mit den vorher noch verbündeten Nationalsozialisten. Graefe publizierte einen Artikel, in dem er die völkische Bewegung als Mittel zur Wiederherstellung der Monarchie und zur Schaffung einer ständischen Ordnung betrachtete, und wenig später nannte er die NSDAP eine „nationalbolschewistische Strömung, deren Hauptexponenten Goebbels, Strasser und Reventlow“ seien. Damit brach Graefe endgültig mit den vorher noch eng verbündeten Nationalsozialisten. In der Folge traten fast die Hälfte der Mitglieder aus der DVFP aus. Ganze Landesverbände wechselten geschlossen zur NSDAP, die Reichstagsfraktion zerbrach. Die DVFB wurde unter Wulle und Graefe anschließend noch zur „Volksbewegung der romfreien Deutschen“ umgewidmet, womit versucht wurde, aus dem protestantischen Norddeutschland einen antikatholischen und antiultramontanistischen Wahlkampf zu führen.

#### 1928–1933: Bedeutungslosigkeit
Ein im Vorfeld der Reichstagswahl von 1928 entstandener Vaterländischer Oppositionsblock um die DVFB zerbrach noch vor der Wahl: Nach internen Auseinandersetzungen im Februar und März verließen der Wehrverband Wehrwolf, das monarchistisch ausgerichtete Deutschbanner Schwarz-Weiß-Rot sowie die Reste der Deutschsozialen Partei um Richard Kunze das Bündnis. Bei der Reichstagswahl im Mai trat die DFVB als Völkischnationaler Block (VNB) an, zu dem auch die Deutsche Reformationspartei um den Berliner Domprediger Bruno Doehring gehörte. Der VNB blieb mit knapp 270.000 Stimmen ohne Mandat, da er die für die Vergabe eines Mandats erforderlichen 60.000 Stimmen in keinem Reichswahlkreis oder Wahlkreisverband erhalten hatte und daher auch nicht für die Verrechnung von Reststimmen auf der Reichsliste berücksichtigt werden konnte, während die 1924 noch unterlegene NSDAP immerhin zwölf Sitze erreichte. Bei den am gleichen Tag abgehaltenen Wahlen zum Preußischen Landtag erzielte der VNB zwei Mandate. Bei den Landtagswahlen lag der VNB einzig in den Wahlkreisen Ostpreußen, Magdeburg und Ost-Hannover vor der NSDAP; in den Wahlkreisen Potsdam I, Pommern und Weser-Ems lagen beide Parteien etwa gleich auf.
Im September 1928 löste Wulle Graefe als Parteiführer der DVFB ab. Wulle begrüßte im Januar 1933 die Machtübertragung an die Nationalsozialisten, forderte jedoch zugleich die Wiedereinführung der Monarchie, die auf dem preußischen Staatsgedanken beruhen solle.

### 1933: Verbot der DVFB durch die Nationalsozialisten
Die DVFB wurde durch das Gesetz gegen die Neubildung von Parteien vom 14. Juli 1933 endgültig verboten. In Mecklenburg waren einzelne kleinere völkische Gruppen noch bis Anfang 1934 aktiv. Ein Bericht des Reichsstatthalters in Mecklenburg machte das Wirken Deutschvölkischer für den vergleichsweise hohen Anteil an Nein-Stimmen bei der sogenannten Volksabstimmung im November 1933 verantwortlich.

### Nachwirken: NS-Zeit, Besatzung und frühe Bundesrepublik
Während Graefe bereits wenige Monate nach der Machtübertragung an die Nationalsozialisten eines natürlichen Todes gestorben war, wurde Wulle 1940 von den Nazis verhaftet und, wohl unter milderen Bedingungen und nicht ohne Mitgefangene an die Gestapo zu verraten, im KZ Sachsenhausen festgehalten. Nach dem Krieg gründete er zunächst im Oktober 1945 die Deutsche Aufbaupartei, die erneut nationalistische und monarchistische Werte vertrat und sich als DVFP-Nachfolgepartei betrachtete. Die Partei konnte bei der ersten Bundestagswahl 1949 noch einzelne Bundestagsmandate erreichen, verschwand dann aber in der Bedeutungslosigkeit.